# Exocentrus rufobasicornis
Exocentrus rufobasicornis là một loài bọ cánh cứng trong họ Cerambycidae.